# Breached Cone
Der Breached Cone (englisch für Durchbrochener Kegel) ist ein Vulkankegel auf der antarktischen Ross-Insel. Unweit des Hut Point ragt er landeinwärts des Castle Rock auf.
Der australische Geologe Frank Debenham, Teilnehmer an der Terra-Nova-Expedition (1910–1913) des britischen Polarforschers Robert Falcon Scott, benannte ihn deskriptiv im Zuge von Vermessungsarbeiten, die er 1912 in diesem Gebiet unternahm.